# キャンチョメとパルコ・フォルゴレ
キャンチョメとパルコ・フォルゴレは、雷句誠の漫画『金色のガッシュ!!』および同作を原作としたテレビアニメ『金色のガッシュベル!!』の登場人物。

## キャンチョメ
声 - 菊池正美
- 本の色：黄色
- 人間換算年齢：6歳
- 家族構成：父・母・兄・弟
- 好きな食べ物：魚、アメ、チョコレート
- 趣味：歌、ダンス、手でこぐスケボー、間食

ガッシュの仲間。アヒルの嘴のような口が特徴の数少ない善の心を持つ魔物の子。変身や小型化など、主に敵を撹乱させる術を使う。ファウードの正体にいち早く気づくなど、同年代の魔物の子と比べ、頭の回転が速い（デュフォーにも「ティオやシェリーよりは頭がいい」と言われるほど察しがいい）。服のポケットには常に大好きな菓子を忍ばせていて、菓子の誘惑にはめっぽう弱い。魔界を良い世界にするのが目標。
人や魔物に対しては敬称略で呼んでおり、ガッシュの仲間に位置するメインキャラでは唯一、「さん」付けで呼んでいない。
作中では白いロンパース（股の部分にボタンがある）とアヒルの顔を模した靴を着用している。つなぎ服の尻の部分はアヒルの尻と同じ形をしている。
当初はとても臆病なお調子者で、本人いわく「フォルゴレがいないと何にもできない」ほどだった。ガッシュのことは魔界時代から知っており、同じ落ちこぼれの彼になら勝てると思って来日する。しかし、常に逃げ続けていた自分とは対照的に強く成長していたガッシュの姿に愕然とし、これを機に強い魔物になろうと決意。イギリスでフォルゴレとはぐれてしまい、スペインや南極に行ってしまうというトラブルに巻き込まれるが、そこで経験を通して徐々に勇気を身に付け、大事なものを守る時は戦うまでに成長した。
石版編では南極でフォルゴレと再会し、ナゾナゾ博士から千年前の魔物のことを知る。デボロ遺跡でガッシュたちと再会し、清麿の指示で主にサポートを行い、千年前の魔物の本を燃やすことに非常に貢献した。しかし、キッドがベルギム・E・Oとの戦いで魔界に帰った際、それは自分が何もできなかったせいだと思い込んでしまい、それが大きなトラウマとして心に残ってしまう。
ファウード編では、ガッシュとともにキースやブザライと戦うが、相当な実力の差に圧倒されて上述の出来事を思い出し、決死の思いで新呪文「ディマ・ブルク」を習得。ガッシュとの連携でブザライを送還し、キースを撃退。メインコントロールルームではロデュウやジェデュンと対峙し、ゼオンに最初の標的にされ、今まで送還された魔物（ウォンレイ、リーヤ、テッド、バリー）のことを思いながら戦うが、あと一歩というところで倒れて柱に閉じ込められてしまう（後で他の仲間と共にチェリッシュに助けられた）。
クリア・ノート編で大きな転機が訪れた。デュフォーを驚愕させるほどのすさまじい潜在能力を秘めており、その能力は相手の脳に直接影響を与える強力な幻の力を持つことが明かされる。また、それ以外でも洞察力や発想力に長けており、難解なデュフォーの説明を一度で把握して応用方法を考え出すなど、心に干渉する自身の術と相性抜群の素質を秘めており、デュフォーから高い評価を受ける。そして、練習試合でガッシュに「バオウ・ザケルガ」を出させた上で完勝し、アースが手も足も出なかったゴームを無傷で一方的に叩きのめすまでに強くなった。この強大な力を得たことで、いじめられっ子だったトラウマや大事なものを失うことへの恐怖心を克服したが、同時に悪者を徹底的に追い詰めて恐怖と苦痛を与える非情な面を見せるようになってしまう。幻によって変化した最終形態は、まさにライオンに似た怪物だった。ゴームや、助けようとしたはずのパピプリオたちも恐怖させるが、フォルゴレの過去（後述）を聞いて自分の過ちに気付く。もう一度「シン・ポルク」でゴームに「魔界に帰ったら友達になろう」と誘うが、クリアの不意打ちからフォルゴレたちを守るため、パピプリオと共に本を犠牲にする。フォルゴレと抱き合い互いに別れを悲しみ絶叫しながら魔界に帰った。この時の行動は後のゴームとミールに大きな影響を与えることになる。
のちにガッシュの金色の本を通して出現。「シン・ポルク」でクリア完全体に迫ってくるガッシュと清麿、地球の幻を見せて、クリア完全体に攻撃を無駄打ちさせた。魔界で復活した後は家族と暮らしているようで、人間界で友達になったゴームやパピプリオと仲良くしている模様。

### 続編「ガッシュ2」について
身長が伸び、八頭身のモデル体型の青年へと成長しているが、顔は当時のままなので非常にシュールな容姿となっている。この姿をガッシュは「面白くなった」と評しており、写真で成長した姿を見たフォルゴレは爆笑していた。
魔界が正体不明の存在からの襲撃を受けた際、家族から自身の術が閉じ込められた瓶を託されたのちに幼い弟のコンソメを連れ、いち早く逃亡しており、人間界のイタリア・ミラノへとたどり着いた。コンソメをフォルゴレに託すべくコンサート会場へ置いていき、自身は単身で追手であるレビー・鼻毛ブーペアと立ち向かう。
戦いの中でフォルゴレとの再会を果たし、フォルゴレの姿や言葉から大きな勇気を貰い、復活した黄色い魔本に出現した新呪文「モ・ポルク」を使ってレビー・鼻毛ブーペアとの戦いに勝利する。

### 呪文
1. ポルク
様々な物に姿を変える。自由自在に変身できるが、基本的に形を真似るだけで、キャンチョメ自身が強くなることはない。人間に変身するとどこか一部分が異常な形（嘴がある、鼻や頭部が異常に長いなど）になる。だが、キャンチョメのタイムリーなリップサービスがこれに加わると、あまり利口でない魔物なら簡単に騙される。逆に人間以外なら魔物含めて完璧に化けることが可能。初期は見掛け倒しの術扱いだったが、清麿の助言などにより有効に活用する場面も描かれるようになった（壁に化けて待ち伏せし、パートナーが近づいてきた瞬間にマッチで本を燃やす、床に化けて敵の攻撃を回避する、背景に化けて傷ついた味方を匿うなど）。
「2」ではキャンチョメの家族の手によって、瓶詰めになった状態で敵の手から奪還された。精製される前の状態で使用したため、レビーと鼻毛ブーとの戦いの末に消滅してしまった。
2. コポルク
自分の身体を小さくする術で、奇襲に有効。初使用時にはフォルゴレに「弱くなる術」と称されてしまったが、これで気付かれずに何度か奇襲を仕掛けたこともある。緊急回避にも使用される。
3. ディカポルク
自分の巨大な幻影を作り出し、本体であるキャンチョメと同じ動きをする。主に敵の気を引いたり、幻影に向かって術を撃たせ、心の力を無駄遣いさせるために使用される。竜巻のように継続的に攻撃する術を使用されると、見破られやすい。
4. ディマ・ブルク
自分の分身を8体生み出す。キャンチョメの想いの強さで分身体の強さが変わる 。複数体が力を合わせればギガノ級の術も押し戻せる強さを持ち、全員がキャンチョメであるためにコンビネーションも抜群である。単体でも大人一人を持ち上げたり、高いところを素早く登れるため、強化呪文を持たない魔物やパートナーの足代わりにもなる。術（術によって強化された格闘技も含む）のダメージを受けると消滅する。幻やまやかしを得意とするキャンチョメの術の中では珍しく実体を伴い、なおかつ唯一術名に「ポルク」と付かない術である。
5. フォウ・スプポルク
手から出した光と音で相手の術を包み込み、発動させた魔物のパートナーがそのどちらかを見るか聞くことで、相手のパートナーの脳に「術を止める」や「心の力を止める」という命令を強制的に出させる。その結果、相手のパートナーは自ら呪文の発動を自分の意思とは無関係に、しかも無自覚の状態で止めてしまう。この術の仕組みを知らない相手からして見れば、「この呪文により自分の術を打ち消された」と思い込まされる。クリアの術とは違い、この術1つでほぼすべての術を無効化することが可能と思われる。ただし、消せるのはあくまで術のみのため、例えばロップスの「リグロン」で放たれた岩など物理的なものは防げない。
6. ミリアラル・ポルク
相手に幻想を与える高密度のガスを放つ。キャンチョメは一度見たことのある他の魔物の呪文を自身で唱えると同時に、これを使用した。このガスに触れた魔物は脳に「自分の術を受けた」という強烈な暗示がかかり、肉体に自分の術と同等のダメージを受ける。これにより、見かけ上は相手の術をキャンチョメがそっくりにコピーしたように見える。ただし、標的となる魔物が術の正確な情報を知っていなければ効力が現れないため、真似たその術を使えない他の魔物やただの人間には効果がない。
7. シン・ポルク
キャンチョメの最大呪文で「シン」の術の1つ。「自由に姿を変える」「幻を作り出す」「敵の脳に直接命令を下す」といった、これまでキャンチョメが体得した術すべてを同時かつ極めて強力な形で発動させる。この3つの能力を組み合わせることで、発動中は自身の肉体に想像した通りの能力を付加させることができるように見せかける。作中の具体的な描写としては敵や周囲の空間すべてを支配し、「空間を幻で覆うことで風景を自由自在に変える」や「見た目を武器に変化させた体の一部を標的に命中させると、標的は武器で攻撃された錯覚によって肉体的ダメージを負う」「発動中はキャンチョメの姿・声を認識させることで相手の呪文や能力を打ち消す」「錯覚による肉体的ダメージと同時に衣服が傷付いて行く幻影を見せることで、攻撃によって本当に物理的外傷を負ったと思い込ませる」など、無敵にも見えるほどに凶悪な効果を発揮。眼を閉じていようが、攻撃されたところから脳に情報が送り込まれるため、回避も不可能。挙げ句の果てには、フォルゴレに対して「本を手放せない」や「心の力を出し続ける」という命令を下すことで一方的に使い続けることも可能。ガッシュとの模擬戦では「バオウ・ザケルガ」を発動させた上でほぼ無傷の勝利を収め、ゴームとの戦いでも相手の攻撃すべてを破った上で一方的な勝利を収めている。また、精神攻撃のため、術を解けば多少の怪我や大きな疲労感は残るが、術中ほど肉体にダメージはない。ただし、長時間この術の影響下にあると精神が崩壊する危険性がある。数ある「シン」の術の中で、使用者自身の身体にまったく負担が掛からない数少ない術だが、その強力さゆえにキャンチョメの心に負の感情が芽生えてしまい、精神的には悪影響を及ぼした。あまりにも強力であるため、デュフォーには「魔物同士の戦いにおいて、最強の呪文」と評されている。しかし、これまでの術同様、キャンチョメの肉体そのものを強化する効果はないため、術の効果による撹乱をかいくぐってキャンチョメ本体に物理的ダメージを与えられれば、なすすべもないという欠点も存在。
8. ガポルク
ゲームオリジナル呪文。姿や形に変身するだけの「ポルク」とは違い、巨大うちわに変身して竜巻を起こす、巨大な壁に変身して相手を押し潰す等変身した姿の能力を使用することが出来る。
新1. モ・ポルク
復活した黄色い魔本に出現した呪文。巨大になったキャンチョメの頭部から直接短い手足が生えた姿となる。この状態で「キャンチョメ!」と唱えながら相手を飲み込み、咀嚼したのち吐き出すと、その体の一部がキャンチョメに変化する。キャンチョメ化した相手はキャンチョメ本人の脳からの命令で操ることができるようになり、キャンチョメ化した体の部位もキャンチョメ本人の意思で元の状態に戻すことができる。完全に洗脳できるわけではなく、あくまで操るだけなので本人の意思も存在している状態で操ることになる。

## パルコ・フォルゴレ
声 - 高橋広樹
- 誕生日：9月7日
- 年齢：24歳→39歳（2）
- 血液型：AB型
- 身長：190cm
- 家族構成：父・母
- 趣味：ダンス、ナンパ、オシャレ
- 好きな食べ物：オリーブオイルたっぷりのスパゲティ
- 好きなタイプ：セクシーバンビーナ

キャンチョメの本の持ち主で、イタリア出身の世界的映画スター。キャンチョメとは雨の日にイタリアの路地で出会い、「高貴なる魂」を認め合った仲。長い金髪と下まつげ、割れ顎が特徴。「絶世の美男子」と「イタリアの英雄」を自称しているが、デフォルメなしで描かれた時の姿や行く先々でたちまち大勢の女性に囲まれていることを考えると、あながち間違ってはいないようである。無類の女好きで、触った尻や揉んだチチは数知れずであり、清麿からは「チチもげ魔」の蔑称をつけられるほどだが、ほとんどの女性たちはその行為に対して喜んでいる 。なお、フォルゴレとはイタリア語で雷の意味で、この通りに雷をバックに背負って登場や活躍をすることが多い。
自身の奇行・愚行で清麿の怒りを買い、「ザケル」を食らうこともしばしば。何度倒れても「鉄のフォルゴレ」のテーマで立ち上がるタフガイで、戦いではその頑丈な体を生かしキャンチョメをサポートする。キャンチョメには無敵だと思われているが、攻撃呪文を受け過ぎるとさすがに限界が来てしまう。基本的にかなり純度の高いギャグキャラクターだが、時折非常にカッコイイ表情も見せる。また、ダルモス戦で清麿の撤退の指示を拒もうとする恵たちを止める、石化の力を恐れて自分たちに攻撃するレイラを説得する清麿を見て「清麿のやっていることは正しい」「何かあったら私が行く」と冷静に対処する、リオウ戦で清麿が心肺停止となり、「サイフォジオ」でも息を吹き返さなかった際にはメインキャラクターで唯一諦め、清麿の意志を継いで日本を守るためエリーたちと共にファウードを止めようとするなど、物事を見極める目も持っている。真面目に激昂すると口調も荒くなり、キース戦でキャンチョメが命の危機に陥って発現した新しい呪文（ディマ・ブルク）を唱える際「キャンチョメを救ってくれ！！こんな時に役に立たない術だったらブッ殺すぞ！！」と絶叫した。
仲間（年上であるサンビームも含む）に対しては敬称略で呼んでおり、自分のファンの女性たちに対しては「バンビーナ」と呼んでいる。
作中では主に襟の長い白い上着、赤いズボン、爪先が長いブーツ（靴下も爪先が長い）を着用している。服は戦いの中でボロボロになることが多く、特にズボンは炎や胃酸によって尻が丸出しになることがある。
その異常なまでのタフさの秘密は、少年時代の過去にある。故郷の田舎町では、今の姿からは想像できないほどグレており、ハードな不良風の出で立ちをし、ライオンのように荒んだ心で暴力に生きる日々を送っていた。人助けもしていたが、周囲から凶暴さを良く知られているため、助けても怖がられ逃げられてしまうだけだった。遂には、両親から猟銃を突き付けられて、家を追い出されるという仕打ちを受けてしまう。故郷を追われてからしばらく経ったある日、偶然店のテレビで牙に小鳥を留めているカバを見て、自分もカバのように不格好で良いから他人に受け入れられることを決心し、暴力と決別して俳優への道を進み、現在のように愉快で愛情あふれるキャラクターとなった（そのため、彼は好きな動物にカバを挙げている）。そのような思いからか、サービス精神が旺盛で、多忙な中でも病気の子供たちのために病院を訪れてコンサートを行うなど、あらゆる人のために活動をすることを惜しまない（その姿を見た清麿は彼を認め「生き残れよ」と告げており、その後ガッシュの仲間に加わり清麿も態度が軟化した）。しかし、それでも両親からは面会を拒否され続けており、ゆえに暴力によって大切なものを失うことを人一倍熟知している。クリア編でキャンチョメを失い、そのことを清麿達に「キャンチョメに別れを言うためにゴームの本を燃やす時間が無かった」と涙ながらに詫びる。
大ヒット曲「チチをもげ!」は実際にCD化された。原作ではこのCDは日本限定でリリースされている模様で、アニメでは地元のイタリアなどでも披露された。また、作者が取材（清麿たちがイギリスに行く話を描く目的）でイギリスに行った際、おもちゃ屋でフォルゴレのラジコンを購入しており、漫画やアニメでもそのラジコンを出している。

### 続編「ガッシュ2」について
今も尚、人気絶頂のスター俳優として君臨している。ミラノでのコンサートの最中、観客席にいたキャンチョメそっくりの弟・コンソメの姿を見つけると感激のあまり観客席に飛び込み、コンソメを歓迎するとともにキャンチョメとの再会を心待ちにしていた。
ゴーザと戦うキャンチョメの窮地に間一髪で現れ、人間離れした怪力を発揮してキャンチョメを救出する。現在の魔界の惨状と呪文を奪われた状況を知るが、キャンチョメの勇気を奮い立たせ、復活した黄色い魔本を再び手にし、新呪文「モ・ポルク」の力とミラノ市民の協力を得て、敵に奪われていた「サイフォジオ」の奪還に成功した。